# أنتونيو ستارابا
أنتونيو ستارابّا، ماركيز روديني (بالإيطالية: Antonio Starabba, Marchese di Rudinì)‏ سياسي إيطالي (16 أبريل 1839 - 7 أغسطس 1908) تولى رئاسة الحكومة في مملكة إيطاليا مرتين:
- من 6 فبراير 1891 إلى 15 مايو 1892.
- من 10 مارس 1896 إلى 29 يونيو 1898.